# Resurrección (película de 2016)
Resurrección es una película de terror argentina de 2016 escrita y dirigida por Gonzalo Calzada. La película está protagonizada por Patricio Contreras, Martín Slipak, Vando Villamil, Adrián Navarro, Diego Alonso, Lola Ahumada y Ana Fontán. La película hizo su aparición en cartelera el 7 de enero de 2016, iniciando junto a Camino a La Paz la temporada de cine argentino en dicho año.

## Sinopsis
Ambientada en el marco de la epidemia de fiebre amarilla que azotó la ciudad de Buenos Aires en 1871, Resurrección es la historia de un joven sacerdote que, impulsado por una visión mística, se dirige a la capital para asistir a las víctimas y enfermos de la terrible epidemia. Una serie de acontecimientos inesperados lo acorralan en ese lugar y lo hacen dudar del sentido de su misión inicial, de sus creencias y finalmente de su fe.

## Reparto
- Patricio Contreras as Quispe/Ernesto
- Martín Slipak as Padre Aparicio
- Vando Villamil as Curandero
- Adrián Navarro as Edgardo
- Lola Ahumada as Remedios
- Ana Fontán as Lucía
- Diego Alonso as Eugenio

## Fechas de estreno
| Fechas de estreno (Fuente: IMDb) |            |      |
| País                             | Fecha      | Año  |
| Argentina                        | 7 de enero | 2016 |
| Perú                             | 7 de abril | 2016 |